# Lázaro Cárdenas
Pour les articles homonymes, voir Lázaro Cárdenas (homonymie) et Cárdenas.
Lázaro Cárdenas del Río, né le 21 mai 1895 à Jiquilpan (Michoacán) et mort le 19 octobre 1970 à Mexico, est un général et homme d’État mexicain. Il est président du Mexique de 1934 à 1940,.

## Biographie

### Jeunesse
Cárdenas est né à Jiquilpan dans le Michoacán, un État situé dans l'ouest du Mexique. Il est le fils de Dámaso Cárdenas et de Felicitas del Río. Sa condition modeste le contraint à quitter l'école à l'âge de 11 ans. À ses 16 ans, quand son père décède, il doit se mettre au travail et occupe successivement divers emplois, dont ceux de collecteur d'impôts, de gardien de prison et d'apprenti imprimeur. L'imprimerie dans laquelle il travaille est saccagée par les troupes du dictateur Victoriano Huerta, ce qui le conduit à fuir la région et à rejoindre les forces révolutionnaires.

### Révolution mexicaine et débuts dans la politique
En 1913, à l'âge de 18 ans, il s'engage avec le grade de capitaine en second (lieutenant) dans les troupes du général Guillermo García Aragón (es). Il sera nommé au grade de général de division en avril 1928.
Il est élu gouverneur de l'État de Michoacán en 1928, poste qu'il occupe officiellement jusqu'en 1932. Il lance des projets d'irrigation, distribue des terres, construit des infrastructures et développe l'éducation. En 1929, il laisse le poste à son frère Dámaso Cárdenas del Río (es) pour pouvoir combattre la rébellion militaire de José Gonzalo Escobar (es).
Durant le mandat de Pascual Ortiz Rubio, il occupe le poste de Secretario de Gobernación — ministre de l'Intérieur — et dirige le Parti national révolutionnaire.

### Présidence
Il est élu en 1934 président du Mexique pour un mandat de six ans. Après une longue période d'instabilité et de conflits due aux différentes rébellions militaires, révoltes paysannes ou tentatives de coups d’État, Lázaro Cárdenas œuvre à une politique de réconciliation et d'apaisement. Proche des communautés rurales, Cárdenas s'emploie à améliorer les conditions de vie des plus pauvres et entend respecter scrupuleusement les dispositions de la Constitution de 1917 en favorisant l'implantation d'une réelle démocratie.
Cárdenas poursuit un programme de distribution de terres, modernise l'industrie, nationalise les entreprises pétrolières – créant ainsi Pemex (Petróleos Mexicanos) – et réforme le système éducatif tout en le dotant de moyens financiers plus importants. Dans le domaine de la santé publique, il fonde la Ligue mexicaine contre le cancer (Liga Mexicana contra el Cáncer), crée la Escuela Normal de Educación Física (École normale d'éducation physique) et fait construire l'hôpital de Huipulco.
Durant son mandat, il lance la plus grande réforme agraire jamais opérée en Amérique latine. S'appuyant sur la Loi agraire du 6 janvier 1915,, qui était jusqu'alors difficilement appliquée, dix-huit millions d'hectares sont distribués en six ans à plus d'un million de familles sur la base du principe de la propriété collective de la terre,.
Sa politique étrangère est influencée par ses convictions antifascistes. Le Mexique est, avec l'Union soviétique, le seul pays à apporter officiellement son soutien à la République espagnole contre l’armée franquiste. Après la défaite républicaine, le Mexique accueille près de quarante mille réfugiés sans distinction de sensibilité politique.
Jusqu'à son investiture, les présidents résidaient au château de Chapultepec, ancienne résidence des vice-rois de Nouvelle-Espagne. Il préfère emménager à Los Pinos, moins ostentatoire, et transforme l'ancien château en Musée national d'histoire mexicaine. Il réduit également de moitié son traitement de président.[réf. nécessaire]
Les deux premières années de son mandat sont marquées par le conflit entre lui et son prédécesseur, Plutarco Elías Calles, finalement contraint de s'exiler aux États-Unis en 1936.
En 1938, il donne une nouvelle orientation politique à son parti, le Parti national révolutionnaire, qu'il rebaptise Parti de la révolution mexicaine (PRM) et qui sera plus tard nommé PRI.

## Activités après sa présidence et héritage politique
Son mandat présidentiel s'achève en 1940. Il poursuit sa carrière politique en tant que leader de l'aile gauche du PRI. Durant la Seconde Guerre mondiale, plus précisément entre 1942 et 1945, il exerce la fonction de ministre de la Défense nationale (Secretario de la Defensa Nacional) dans le gouvernement de Manuel Ávila Camacho qui avait occupé le même poste dans son gouvernement. Il se retire plus tard dans sa résidence sur le lac de Pátzcuaro. Il supervise des projets d'irrigation et la promotion de cliniques et d'écoles.
En 1955, il obtint le prix Lénine pour la paix.
Il meurt en 1970 à Mexico. Son fils, Cuauhtémoc Cárdenas et son petit-fils, Lázaro Cárdenas Batel, deviennent des hommes politiques importants. Tous deux sont élus gouverneur de l'État de Michoacán à l'instar de leur père et grand-père. Aujourd'hui, en l'honneur de Cárdenas, des municipalités, des rues et des autoroutes portent son nom.
Il conserve l’image d'un président intègre, attaché aux valeurs démocratiques et à la justice sociale. Le Parti de la révolution démocratique, né d'une scission de l'aile gauche du PRI, s'est réclamé de Lázaro Cárdenas. Le président Andrés Manuel López Obrador, fondateur du Mouvement de régénération nationale, a inscrit sa politique dans la lignée de celle de Lázaro Cárdenas. Quasiment tous les présidents mexicains qui lui ont succédé lui ont rendu hommage.

### Mandats électifs
- 1928 - 1932 : gouverneur de l'État de Michoacán
- 1932 - 1934 : gouverneur de l'État de Michoacán
- 1934 - 1940 : président du Mexique
- 1942 - 1945 : secrétaire de la Défense nationale du Mexique.

## Distinctions
- Grand-croix de l'ordre d'Isabelle la Catholique